# 卡尔多纳佐
卡尔多纳佐（義大利語：Caldonazzo），是意大利特伦托自治省的一个市镇。总面积21平方公里，人口3268人，人口密度155.6人/平方公里（2009年）。ISTAT代码为022034。